# Rubus neoebudicus
Rubus neoebudicus är en rosväxtart som beskrevs av Guillaum.. Rubus neoebudicus ingår i släktet rubusar, och familjen rosväxter. Inga underarter finns listade i Catalogue of Life.